# Jezioro Wolickie
Jezioro Wolickie – jezioro w Polsce, położone w województwie kujawsko-pomorskim, w powiecie żnińskim, w gminie Barcin, na terenie Pojezierza Żnińsko-Mogileńskiego.

## Charakterystyka
Jezioro połączone niewielkim przesmykiem z Jeziorem Kierzkowskim. Do wschodniego i zachodniego brzegu akwenu przylegają łąki. Nad północnym położona jest miejscowość Pturek, a od południa linia kolejowa. Miejscowości w pobliżu to: Pturek, Młodocin, Wolice i Knieja.

## Dane morfometryczne
Powierzchnia zwierciadła wody według różnych źródeł wynosi od 237,5 ha do 243,5 ha.
Zwierciadło wody położone jest na wysokości 74,5 m n.p.m. lub 75,0 m n.p.m. Średnia głębokość jeziora wynosi 4,9 m, natomiast głębokość maksymalna 15,4 m.
W oparciu o badania przeprowadzone w 2005 roku wody jeziora zaliczono wody jeziora zaliczono do wód pozaklasowych i poza kategorią podatności na degradację.
W roku 2000 wody jeziora również zaliczono do wód pozaklasowych, natomiast w 1973 wody jeziora zaliczono do III klasy czystości.